# Unforgettable (album de Marcus & Martinus)
 (janvier 2025).
Pour les articles homonymes, voir Unforgettable.
Unforgettable est le quatrième album studio du duo pop norvégien Marcus & Martinus, sorti par Universal Music le 31 mai 2024. Il a été précédé par la sortie de sept singles, dont « Unforgettable », qui était la participation suédoise au Concours Eurovision de la chanson 2024, où il a terminé à la neuvième place, et « Air », la participation du duo au Melodifestivalen 2023. Il comprend des collaborations avec Medun et bbno$, et comprend des reprises de « Wicked Game » de Chris Isaak et « Want » de Taemin, avec de nouvelles paroles en anglais et un nouveau titre : « Love Flow ».

## Réception critique
Scandipop estime que les moments forts de l'album sont « Gimme Your Love », « 247365 » et la reprise du duo de « Wicked Game », écrivant également: « Si vous recherchez des tubes totalement nouveaux, alors « Love Flow » et « Die for You » arrivent en tête. Le premier pour sa mélodie qui aurait pu figurer sur l'album Invincible de Michael Jackson, et le second pour son hommage à la house music. » 

## Liste des titres
| 1.    | Unforgettable                    | 2:48 |
| 2.    | Love Flow                        | 3:39 |
| 3.    | Air                              | 2:52 |
| 4.    | Follow Me                        | 3:12 |
| 5.    | Gimme Your Love (avec Medun)     | 2:45 |
| 6.    | Talk                             | 2:51 |
| 7.    | When All the Lights Go Out       | 2:48 |
| 8.    | Wicked Game                      | 2:29 |
| 9.    | Die for You                      | 2:38 |
| 10.   | We Are Not the Same (avec bbno$) | 2:25 |
| 11.   | 247365                           | 2:55 |
| 31:22 |                                  |      |